# Olympique de Marseille (rugby à XV)
Pour les articles homonymes, voir Olympique de Marseille (homonymie).
L'Olympique de Marseille est un club sportif français ayant eu une équipe de rugby à XV de 1899 aux années 1940.

## Histoire
Le club omnisports de l'Olympique de Marseille est fondé en 1897 sous le nom de Football Club de Marseille et a à l'origine pour équipe phare la section de rugby à XV. Les Marseillais, parmi lesquels on trouve l'acteur Harry Baur, Arnold Bideleux, le fondateur René Dufaure de Montmirail, Fernand Bouisson, remportent d'entrée le championnat du Littoral, ce qui leur permet de disputer le championnat de France de rugby à XV 1899-1900. Le club est éliminé par le FC Lyon sur le score de 5-4.
L'OM est sacré à neuf reprises champion du littoral, de 1899 à 1907. En championnat de France, il participe notamment à l'édition 1901-1902, où il est éliminé par le Stade grenoblois sur le score de 8-4. En 1909, il finit vice-champion du littoral en s'inclinant face au RC Toulon, qui devient la place forte du rugby du Sud-Est. Des tensions apparaissent entre l'OM et les clubs varois tels que l'Olympique seynois, les Varois accusant le comité du Littoral basé à Marseille, qui organise le championnat, de favoriser le club phocéen.
Le rugby à XV commence son déclin à l'Olympique de Marseille avec la Première Guerre mondiale, le football-association commençant à s'imposer dans la cité phocéenne ; le Var sportif du 8 juin 1924 affirme qu'« à côté de huit d'équipes d'association [on] voit une demi-équipe de seconde de rugby ». On compte dans les rangs de l'OM de l'entre-deux-guerres les internationaux français Jean Morère et Camille Montade ainsi que le Perpignanais champion de France 1921 Louis Dutrey. 
La section disparaît à la fin des années 1920 avant d'être reconstituée en septembre 1936 avec notamment d'anciens joueurs du Rugby Club de Marseille.
Les Olympiens remportent le championnat de France Promotion (troisième division) en 1938, la troisième division française, en battant en finale le FC Moulins sur le score de 11 à 3,.
L'année suivante en 1939, l'Olympique de Marseille  se classe cinquième sur les 60 clubs de deuxième division et est ainsi admis en première division à la reprise en 1943.
Il joue une dernière saison dans l'élite en 1944, puis disparaît par la suite.

## Palmarès
- Champion de France Promotion (troisième division) en 1938
- Champion du Littoral en 1899, 1900, 1901, 1902, 1903, 1904, 1905, 1906 et 1907

## Bilan saison par saison
| Saison    | Compétition                                          | Résultats                                                            |
| --------- | ---------------------------------------------------- | -------------------------------------------------------------------- |
| 1899-1900 | Championnat de France                                | 1er tour                                                             |
| 1901-1902 | Championnat de France                                | 1er tour                                                             |
| 1903-1904 | Championnat de France                                | Quarts de finale                                                     |
| 1904-1905 | Championnat de France                                | 1er tour                                                             |
| 1905-1906 | Championnat de France                                | 1er tour                                                             |
| 1906-1907 | Championnat de France                                | Quarts de finale                                                     |
| 1907-1908 | Championnat de France 2e série                       | Huitièmes de finale                                                  |
| 1912-1913 | Coupe de la Commission                               | Seizièmes de finale                                                  |
| 1924-1925 | Championnat de France (deuxième division)            | 2e groupe C 1re phase 3e groupe A 2e phase                           |
| 1925-1926 | Championnat de France (deuxième division)            | 1er groupe E 1re phase 3e groupe B 2e phase                          |
| 1926-1927 | Championnat de France Promotion (troisième division) | Finaliste des qualifications                                         |
| 1927-1928 | Championnat de France Promotion (troisième division) | Seizièmes de finale                                                  |
| 1936-1937 | Championnat de France Promotion (troisième division) | 2e groupe C 1re phase                                                |
| 1937-1938 | Championnat de France Promotion (troisième division) | Champions                                                            |
| 1938-1939 | Championnat de France (deuxième division)            | 1er groupe J 1re phase Vainqueur deuxième phase 3e groupe A 3e phase |
| 1938-1939 | Challenge Yves du Manoir                             | 5e groupe B                                                          |
| 1941-1942 | Challenge de l'Amitié                                | ? poule C                                                            |
| 1942-1943 | Championnat de France                                | 5e poule A Méditerranée                                              |
| 1942-1943 | Coupe de France                                      | 32e de finale                                                        |
| 1943-1944 | Championnat de France                                | 7e poule IX                                                          |
| 1944-1945 | Championnat de France                                | ? groupe B poule IX                                                  |